# Черчилл, Джемма
Джемма Черчилл (англ. Jemma Churchill; род. 13 ноября 1960, Хампстед, Большой Лондон) — английская актриса

 телевидения, театра, кино и радио.

## Биография
Родилась в семье актёра и драматурга Дональда Черчилла и актрисы Полин Йейтс. У неё есть сестра — писательница Полли Черчилл.
Джемма изучала актёрское мастерство в Гилдхоллской школе музыки и театра в Лондоне.
Начала карьеру с небольшой роли в фильме Scrubbers (1982) Мая Сеттерлинга. На телевидении впервые появилась в 1984 году в ситкоме No Place Like Home. Её наиболее известной ролью признана няня Лайонс из сериала «Вверх и вниз по лестнице» (2010—2012). Она также сыграла саму себя в пародийной комедии «(Почти) Пять Докторов: Перезагрузка» 2013 года.
В 2015 году года актриса приняла участие в постановке «Horniman's Choice» театра Финборо и двух пьесах фестиваля Стафордширского клада: «Unearthed» и «The Gift». В 2017—2018 годах она играла миссис Беван в мюзикле Nativity! The Musical. Перед закрытием театров в 2020 году Черчилл исполнила роль Мэг в «Birthdays Past, Birthdays Present», мировой премьере Театра Стивена Джозефа из Скарборо. Во время закрытия театров актриса записывала аудиокниги, радиоспектакли и начала писать собственные мрачные комедийные истории. Весной 2022 года она появилась в номинированной на премию драме об эпатажном драматурге Джо Ортоне «Diary of a Somebody» в роли его «второго я» Эдны Уэлторп.
В 2021 году Черчилл снялась небольшой роли в эпизоде «Деревня ангелов» сериала «Доктор Кто» и в роли Сандры в отмеченной наградами комедийной драме Alma's Not Normal. В следующем году она сыграла директрису миссис Пикок в комедийном сериале Ladhood.